# Bernard Kouakou
Bernard Kouakou (1er janvier 1980) est un gardien de but Mimos de nationalité ivoirienne. Il a été transféré à l'intersaison 2006-2007 depuis le Séwé Sports de San Pedro. Il occupe le poste de gardien titulaire de l'ASEC Mimosas et participe à la Ligue des Champions de la CAF.